# Fulnecký výběžek
Fulnecký výběžek Moravy byl územním výběžkem země Moravské do Slezska na levý břeh hraniční řeky Odry. Nazýval se podle svého jediného města Fulneku. Na západě s ním sousedil protisměrný slezský výběžek okolo města Odry. Dnes je území součástí okresu Nový Jičín (s výjimkou vsi Gručovice v okrese Opava).

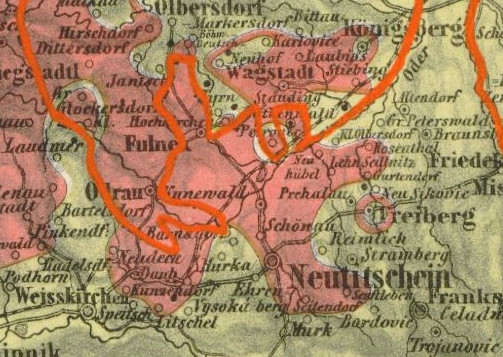
Vyznačení moravsko-slezské hranice (oranžová linie) na národnostní mapě Kravařska (červeně Němci, žlutě Slované). Fulnecký výběžek vlevo nahoře od středu výřezu

Fulnecké panství původně ve středověku patřilo slezskému Opavskému knížectví, než ho v 15. století získal Jan ze Žerotína a nechal ho roku 1480 zapsat do olomouckých, tedy moravských zemských desek. Od té doby až do zrušení zemského zřízení v Československu ve 20. století bylo území bráno za integrální součást Moravy. Po správní reformě roku 1850 byl Fulnecký výběžek začleněn do politického okresu Nový Jičín, v jehož rámci tvořil soudní okres Fulnek – do něj kromě výběžku patřily ještě oddělené enklávy Butovice a Nové Vrbno. Roku 1938 bylo celé území, jako součást převážně německého Kravařska, zařazeno do československého pohraničí odstoupeného Německu. Poválečnou správní reformou v letech 1948/49 výběžek jako správní jednotka definitivně zanikl a jeho hranice jsou už patrné jen z hranic katastrálních území.

## Obce a katastrální území
- Fulnek (části)
  - Fulnek-město, Jerlochovice, Jestřabí, Pohořílky, Stachovice, Moravské Vlkovice
- Gručovice (část městyse Březová)
- Hladké Životice
- Kujavy
- Pohoř (část města Odry)
- Suchdol nad Odrou (včetně části Kletné)
- Vrchy